# Raveniopsis trifoliolata
Raveniopsis trifoliolata är en vinruteväxtart som beskrevs av Richard Sumner Cowan. Raveniopsis trifoliolata ingår i släktet Raveniopsis och familjen vinruteväxter. Inga underarter finns listade i Catalogue of Life.